# Tres Hombres
Tres Hombres (исп. Трое мужчин) — третий студийный альбом американской рок-группы ZZ Top, вышедший в 1973 году. Диск записан на Brian Studios и Ardent Studios в Мемфисе, штат Теннесси, поступил в продажу 26 июля 1973 года. Первый альбом ZZ Top, достигший серьёзного коммерческого успеха: альбом попал в горячую десятку Billboard, а сингл «La Grange» добрался до 41-го места в сингл-чарте.

## Об альбоме
В январе 1973 года ZZ Top на волне локального успеха группы в южных штатах США выступили на разогреве у The Rolling Stones в ходе их Pacific Tour 1973. Для работы над альбомом группа привлекла на тот момент ещё начинающего звукорежиссёра Терри Мэннинга (который впоследствии работал со многими звёздами мировой величины, например, Iron Maiden, Led Zeppelin, Шакирой). Их сотрудничество продолжилось до 1990 года, и включило в себя самые успешные работы группы. Работа над альбомом началась в Тайлере, где записывались два предыдущих альбома. Там группа записала весь альбом без участия Терри Мэннинга. Затем записи были переправлены в Ardent Studio в Мемфисе, где Терри Мэннинг вместе с Билли Гиббонсом работал над наложениями и окончательным микшированием. Других членов группы Мэннинг увидел лишь через два года, во время записи следующего альбома.
Как вспоминал Терри Мэннинг:
Я хотел чтобы группа звучала мощно и плотно, а в звуковом отношении так чисто, как это возможно. Я расскажу вам философию этого. Для меня были абсолютно очевидны блюзовые корни музыки; они играли в рок-н-ролльном стиле, но играли так, как будто это чистый блюз, и идеально вписывали блюз в этот стиль. Я думаю что они сделали это лучше, чем кто-либо когда-то делал. Я хотел сохранить блюзовый элемент, когда есть шероховатости и грязь, где всё неидеально, но я хотел записать это на самом высоком техническом уровне, где всё совершенно, и с точки зрения звука, и тайминга. Когда вы пытаетесь сочетать такое, иногда это может стать катастрофой, но я думаю в нашем случае к счастью это сработало.       
Оригинальный текст (англ.)I wanted the band to sound powerful and tight and just sonically as pure as possible. I’ll tell you the philosophy of it. To me it was very obviously blues-based, and they were doing a rock’n’roll-band style of as pure blues as you can fit into that. I think they probably did that particular thing better than anybody ever did it. I wanted to keep the blues element, which is the grit and the grunge, where things aren’t perfect, but I wanted to fit it into that highly technical framework where things were perfect in certain ways: sonically, timing-wise. When you try to marry two things together like that, sometimes it can be a disaster, but I think in our case we were fortunate that it did work.
Альбом стал прорывом для ZZ Top. После его выхода группа обрела национальную популярность «Этот альбом зафиксировал их превращение из крепкой, но в общем-то не впечатляющей команды, игравшей южный буги, в одну из прекраснейших групп в мире».
Альбом стал ещё более тяжёлым в сравнении с прежними, и акцент в словосочетании «блюз-рок» начиная с этого альбома сместился со слова «блюз» на слово «рок». «Они удвоили, утроили тяжесть, создав более басовый и злой звук, чем на первых двух альбомах». «После того, как ZZ Top выпустили два альбома, корни которых в блюзе, они пошли в сторону более жёсткого, ориентированного на рок, творчества». Такой поворот разделили не все: «Альбом стал линией раздела для блюзовых пуристов, но вместе с тем стал любимым среди новых фанатов группы, примкнувших позднее». Утверждается, что «они потеряли немало первоначальных фанатов, но приобрели немало новых, привлечённых новым стилем. Большинство фанатов ZZ Top ранних лет скажут, что это был последний достойный альбом группы».
Это, без сомнений, блюз-рок, но с их (ZZ Top) собственным специальным штампом.
Оригинальный текст (англ.)It’s certainly blues rock, but with their own special stamp on it
Билли Гиббонс сказал, что «альбом указал настоящее направление группе», и по большому счёту всё, чем занималась группа впоследствии — это попытки переделать этот альбом: «что есть Eliminator, как не Tres Hombres, только с секвенсорами и синтезаторами?».
Tres Hombres — настоящая жемчужина среди них (альбомов 70-х) и заслуживает места на антресолях любого фаната классического рока.
Оригинальный текст (англ.)Tres Hombres is the crown jewel among these and deserves its place on the shelf of any classic rock fan.
После выхода альбома группа начала активно гастролировать по США, в том числе выступала на разогреве у таких исполнителей, как Deep Purple и Элис Купер.
В 1986 году альбом был ремикширован для выпуска на CD и вышел в том же году. Только в 2006 году оригинальная запись 1973 года и три концертных бонус-трека вышли на CD.
Альбом достиг золотого статуса в США и Канаде и находится на 490-м месте в списке 500 величайших альбомов всех времён по версии журнала Rolling Stone. Песни из альбома неоднократно записывались и исполнялись другими группами, например, Motorhead и Van Halen.

## Список композиций

### Сторона А
- «Waitin’ for the Bus» (Гиббонс, Хилл) — 2:59

«Waitin’ for the Bus» (рус. В ожидании автобуса). Блюз-рок в сдержанном темпе, основанный на продолжающемся всю песню гитарном риффе. По мнению обозревателя журнала Rolling Stone, песня своим повторяющимся чередованием трёх аккордов напоминает ранних Canned Heat. В песне два гитарных соло: одно исполненное на слайд-гитаре, второе — «просто ещё одно великое блюзовое соло Билли Гиббонса». Текст песни типично блюзовый, описательный: «Я ждал автобус… Я забрался в автобус… Я поехал в автобусе» и описывает путь только что освободившегося из мест заключения. Марк Приндл в шутку отмечал, что группа открыла много нового в английском языке, так, создала новый глагол cadillac (последняя строчка песни Well, I’ll be ridin’ on the bus till I cadillac).
Песня случайно объединена со следующей песней «Jesus Just Left Chicago». По словам Билли Гиббонса, отсутствие паузы между песнями не было запланировано. «Две песни были сплавлены вместе и создают целостную картину, но это не было первоначальным планом. Звукооператор нарезал ленту и отрезал слишком много. Так песня в размере 4/4 и песня в размере 6/8 оказались в конечном итоге без паузы между ними». Из-за этого первые две песни в альбоме называют как «double-shot» (рус. сдвоенный выстрел, двойная порция) или «double-trouble» (рус. двустволка). Вместе с тем Терри Мэннинг утверждает, что это было его задумкой, и так они решили сделать вместе с Гиббонсом и Хэмом.
Песня считается одной из знаковых песен в истории ZZ Top. Входит в десятку ключевых для группы песен по мнению коллектива обозревателей журнала Rolling Stone. Партию губной гармоники в песне исполнил Джеймс Харман
Ланье Грейг, один из первых участников ZZ Top, утверждал, что песню сочинил именно он во время поездки группы на репетицию, а Гиббонс впоследствии её несколько переделал и выдал за свою. Грейг в течение всей жизни (умер в 2013 году) был уязвлён тем, что не получает отчисления за авторство.
- «Jesus Just Left Chicago» (Гиббонс, Хилл, Бирд) — 3:30

«Jesus Just Left Chicago» (рус. Иисус только что покинул Чикаго). Медленный блюз, «чувственное блюзовое откровение (божественное)». Песня, в отличие от большинства песен группы, не нагружена гитарой, но «кой-какие прелестные гитарные мазки разбросаны то там, то там». По иному мнению, «песня довольно приличная, но явно слабее остальных и не сочетается с ними». Текст песни полон аллюзий и намёков. Само название песни отсылает к фразе «Элвис только что покинул здание», которой заканчивались концерты Элвиса Пресли. Маршрут Иисуса («покинул Чикаго и направился в Нью-Орлеан»…"затем в Калифорнию") намекает на школы блюза и джаза: ново-орлеанскую, чикагскую, джаз Западного побережья. Слова «перепрыгнул Миссисипи, превратив грязные воды в вино» — намёк на великого блюзового музыканта Мадди Уотерса (рус. грязные воды), который в своё время перебрался из штата Миссисипи в Чикаго. Последние слова песни «Делай то, что должно» — личный девиз Элвиса Пресли.
Песня считается одной из знаковых песен в истории ZZ Top. При записи Билли Гиббонс использовал Fender Broadcaster 1952 года выпуска.
- «Beer Drinkers & Hell Raisers» (Гиббонс, Хилл, Бирд) — 3:23.

«Beer Drinkers and Hell Raisers» (рус. Пивоголики и гопники, пивососы и смутьяны и т.п.). Песня определяется как «концертный гимн», «метал-гимн»; «будто Judas Priest взболтали с Steppenwolf». Содержит в себе одно из лучших соло в альбоме. Текст песни о завсегдатаях бара, живущих в стиле хонки-тонк.
Песня считается одной из знаковых песен в истории ZZ Top.
- «Master of Sparks» (Гиббонс) — 3:33

«Master of Sparks» (рус. Хозяин искр). В песне отмечают «запоминающийся рифф, запоминающуюся мелодию, фантастическое исполнение», сочетание грязного аккомпанемента с «жуткой бестелесной слайд-гитарой, витающей где-то в небе», «лучший грув в альбоме и возможно лучшее вступление вообще». Песня описывает реальную историю, произошедшую с Гиббонсом в его детстве. Он вместе с другом, у родителей которого был сварочный аппарат, сварили стальной шар из прутьев, с дверью и сиденьем. Идеей было сесть в этот шар (что сделал Гиббонс), привязать его к грузовику, и проехать ночью по асфальту, высекая снопы искр.
Мы полагали, что если привязать этот шар на цепь и покатиться за грузовиком, то это обеспечит нам адреналин. На 60 милях в час эта штуковина высекла бы искры в ночном небе, как никакая другая.
Оригинальный текст (англ.)We figured that chaining this ball up and rolling off the back of a truck would provide a thrill. At 60 miles an hour, that thing would spark up the night sky like nobody’s
- «Hot, Blue and Righteous» (Гиббонс) — 3:14

«Hot, Blue and Righteous» (рус. Страстный, печальный и праведный). Название песни и её текст весьма двусмысленны. Hot в контексте лирики может переводиться и как «страстный», и как «возбуждённый», «темпераментный», «сексуально привлекательный», blue как «грустный», так и «эротический» или напротив, «пуританский». В песне речь идёт о некоем ангеле, который сказал исполнителю stick by me, что может переводиться и как «держись меня», но и как «вставь мне». Возможно, что в песне речь идёт о пуритански воспитанной девушке, синем чулке, которая почувствовала сексуальное возбуждение, тем более учитывая идиому в тексте песни: «она пришлась мне в самый раз». Песня — это медленная баллада, скорее в поп-стиле, нежели в типичном стиле группы, соул с эффектным вокалом, гнусавостью кантри.

### Сторона B
- «Move Me on Down the Line» (Гиббонс, Хилл) — 2:32

«Move Me on Down the Line» (рус. Прокати меня вдоль по этой дороге). В большей степени роковый, нежели блюзовый трек, «подходящий дерьмовому поп-рокеру». Типичный «дорожный» рок: песня повествует об ощущениях от поездки на автомобиле по дороге. В песне имеется отсылка к известному блюзовому стандарту Вилли Диксона Little Red Rooster, получившему известность в исполнении The Rolling Stones.
- «Precious and Grace» (Гиббонс, Хилл, Бирд) — 3:09

«Precious and Grace» (рус. Изысканность и Изящество). В названии песни обыгрываются имена двух девушек (Прешес и Грейс), которые в пятницу вечером катаются (и не только) с исполнителем песни на автомобиле (Ford c двигателем Ford flathead V8 engine, который устанавливался в том числе и на красный Форд-родстер, визитную карточку группы). Песня основана на «частично» (по словам Гиббонса) реальной истории, когда Гиббонс и Хилл, возвращаясь из Далласа в Хьюстон с только что приобретённой бас-гитарой, подобрали по дороге двух девушек хич-хайкеров с такими именами. К сожалению, по утверждению Хилла, «…они двое были столь же страшны, как смертный грех. Реально некрасивые женщины. Они только что вышли из тюрьмы». В песне отмечается «прекрасные блюзовые риффы и грув» и редкий для группы гитарный хук.
- «La Grange» (Гиббонс, Хилл, Бирд) — 3:52

«La Grange» (рус. Ла Грейндж). Первый хит группы, возможно самая известная песня ZZ Top, буги в стиле Джо Ли Хукера с запоминающимся гитарным риффом. Выпущена синглом, который достиг 41-го места в хит-параде синглов Billboard Hot 100 (в Австралии добралась до 15-го, в Канаде до 34-го, во Франции до 58-го места). Отмечается, что ритм песни (грув), аккомпанемент похожи на песню Джо Ли Хукера Boogie Chillen В 1992 году некто Бернард Бесман, владелец прав на песню Хукера, возбудил дело в отношении ZZ Top, обвиняя группу в плагиате, но после нескольких лет судебных тяжб было установлено, что такой буги-ритм, как в «Boogie Chillen’» находится в общественном достоянии и не является объектом авторских прав Билли Гиббонс отметил, что «Простота этой песни просто какое-то волшебство — всего два аккорда. А брейк перед гитарным соло — настоящий Роберт Джонсон. Он просто смешал ноты, а я разъединил». Песня собрала массу регалий, занимает 74-е место в списке 100 величайших гитарных песен всех времён по версии журнала Rolling Stone, 92-е место в списке 100 величайших гитарных песен по версии журнала Q, по версии портала DDD песня находится в списках 100 величайших записей 1973 года, 1000 песен, которые должен знать каждый, а гитарный рифф находится в списке 100 величайших гитарных риффов. Песня повествует об известнейшем в США борделе (позднее названном Chicken Ranch) в техасском городке Ла-Грейндж (был закрыт через три месяца после выхода песни), который стал прообразом мюзикла (1978) и фильма (1982) с участием Долли Партон The Best Little Whorehouse in Texas.
Дасти Хилл в 1985 году сказал:
Вы видели этот фильм, «Лучший маленький бордель в Техасе»? Ну так фильм о том же. Я побывал там, когда мне было 13. Да много парней в Техасе побывали там, когда приходило время становиться мужчиной. Отцы брали с собой туда своих сыновей.
Оригинальный текст (англ.)Did you ever see the movie, The Best Little Whorehouse in Texas? That’s what it’s about. I went there when I was 13. A lot of boys in Texas, when it’s time to be a guy, went there and had it done. Fathers took their sons there
Песня широко используется. Она звучит в компьютерных играх, рекламе (например, рекламе джинсов Wrangler), под неё выходят на ринг спортсмены. Неоднократно входила в состав саундтреков фильмов, например она звучит в таких фильмах, как «Шанхайский полдень», «Стриптиз», «Армагеддон», «Крутой и цыпочки», «Придурки из Хаззарда». Её неоднократно исполняли на концертах и записывали кавер-версии другие исполнители. Указывается, что песня во многом легла в основу песни «Hot for Teacher» группы Van Halen.
- «Shiek» (Гиббонс, Хилл) — 4:05

«Shiek» (рус. араб, загорелый человек). «„Джазабилли“ (по аналогии с рокабилли), сыгранное щипками», «не лучшая песня в альбоме, но всё равно, неплохая». Отмечено также, что «Это какой-то причудливый роботизированный трек, который вводит меня в сомнения — а не поставил ли я какой-то альбом из 80-х?» Не несущий особого смысла, подобранный в пользу рифм текст песни англоязычные слушатели находят забавным.
- «Have You Heard?» (Гиббонс, Хилл) — 3:15

«Have You Heard?» (рус. Ты слышал?). Песня написана в традициях госпел, религиозных песнопений афроамериканцев, одной из предтеч блюза, «охлаждённый госпел». Песню называют «наиболее эмоциональной песней в альбоме», вместе с тем также отзываются как о «заметно слабой и не соответствующей другим песням». Текст песни также повторяет религиозные песнопения: «Have you heard 'bout Jo Ti Mahr?», где Jo Ti Mahr — английское искажение испанского выражения Nació te amar (исп. Он (Иисус) родился, чтобы любить тебя) и повествует о том, что нужно верить, что за чёрной полосой будет белая, что нужно помогать братьям. Однако есть мнение, что как обычно для группы, лирика двусмысленна, и Jo Ti Mahr используется как название для некоего наркотика, которым нужно делиться с братом, а Have You Heard в контексте этого можно перевести, как «Есть чё?».

### Бонус-треки издания 2006 года
1. «Waitin’ for the Bus» (live) (Гиббонс, Хилл) — 2:42
2. «Jesus Just Left Chicago» (live) (Гиббонс, Хилл, Бирд) — 4:03
3. «La Grange» (live) (Гиббонс, Хилл, Бирд) — 4:44

## Участники записи
- Билли Гиббонс — гитара, вокал
- Дасти Хилл — бас-гитара, бэк-вокал, совокал на «Beer Drinkers and Hell Raisers»
- Фрэнк Бирд (как Рубе Бирд) — ударные, перкуссия

Технический состав
- Билл Хэм — продюсер
- Терри Мэннинг — звукооператор
- Робин Брайан — звукооператор
- Билл Нарум — оформление обложки
- Гэлен Скотт — фотография

## Позиции в хит-парадах
| Год       | Чарт                           | Высшая позиция | Пребывание в чарте |
| --------- | ------------------------------ | -------------- | ------------------ |
| 1973—1974 | Австралия (Kent Music Report)  | 36             | нет данных         |
| 1973—1974 | Канада (RPM Albums Chart)      | 3              | 26 недель          |
| 1973—1974 | США (Billboard Top LPs & Tape) | 8              | 81 неделя          |

| Чарт (1974)                        | Позиция |
| ---------------------------------- | ------- |
| Канада (RPM Year-End)              | 91      |
| США (Billboard Top Popular Albums) | 10      |

## Сертификации
| Регион                                                      | Сертификация | Продажи  |
| ----------------------------------------------------------- | ------------ | -------- |
| Канада (Music Canada)                                       | Золотой      | 50 000^  |
| США (RIAA)                                                  | Золотой      | 500 000^ |
| ^ Данные о тиражах приведены только на основе сертификации. |              |          |